# 阳江镇 (南京市)
阳江镇是中国江苏省南京市高淳区下辖的一个镇。该镇位于县境西部，西邻安徽省，东邻县城所在地淳溪镇，南邻砖墙镇，总面积125平方千米，人口8万余人。镇政府驻沧溪。

## 行政区划
阳江镇共辖1个居民委员会，26个村民委员会。

## 历史沿革
阳江镇因境内的河流水阳江而得名。1999年，原沧溪镇、丹湖乡、狮树乡合并为阳江镇。